# Ораторијум
Ораторијум (црквени лат. oratorium, простор за молитву, од лат. orare, молити се) је име за наративно-драмску музичку форму коју изводи више соло гласова, праћених хором и оркестром. Ораторијуми обично имају религијски сиже и поруку. 
Типично трајање ораторијума је 40-50 минута, а текст има 350-450 стихова. Рани ораторијуми су били дводелни. Највећу популарност доживели су у Италији 17. века. Касније су се појавили ораторијуми са световним темама (Монтеверди, Хендл). 

## Ораторијум и опера
За разлику од опере, ораторијуми се изводе у концертној, а не сценској форми. Радња се публици представља текстом и музиком. Друга разлика је у томе што се опера бави широким дијапазоном тема, док се ораторијуми углавном баве духовним темама. Ораторијуми се традиционално изводе у црквама и сродним здањима, што је за оперу реткост. Опера и ораторијум су кроз историју размењивали утицаје. Рецимо, ораторијуми су од опере преузели да капо арије, а посредник је био Алесандро Скарлати. 

## Структура
Ораторијуми обично садрже:
- Инструменталну увертиру
- Арије за вокалне солисте
- Рецитатив, обично служи да објасни радњу
- Хорске арије, које су често монументалне и компоноване тако да изазивају утисак Божије славе. Карактеристични инструменти који прате ове арије су тимпани и трубе.

Ораторијум је вокално-инструментално дело већег обима, обично писано за вокалне солисте, хор и оркестар (али и у другим варијантама). У њему се приказује одређена драмска радња, али без помоћи позорнице, тј. сценског извођења (то је његова главна разлика од опере). Ораторијуми су у свом почетку били искључиво духовни, али касније се чак и у све већем броју јављају и световни ораторијуми.
Ораторијум се појавио у Риму на почетку 17. века. Почеци му леже у духовним вежбама свештеника Филипа Нерија који је окупљао вернике у просторији за молитву (ораторијуму) у римским црквама итал. S. Girolamo della Carita и итал. S. Maria in Vallicella. У јеку противреформацијских стремљења на тим су се вежбама читали одломци из Светог писма, одржавале проповеди и певале једноставне духовне песме (често само једногласне).
Сличне духовне вежбе почеле су се затим одржавати и по осталим италијанским градовима па су тако Неријеви сарадници 1575. године утемељили Конгрегацију ораторијума (чланови су се звали ораторијанци или филипини). У музичком делу вежби Нери је понекад узимао познате световне композиције и подметао им нове, духовне текстове. У почетку су се такве песме – делови духовних вежби – певале на делимично импровизован начин, уз учествовање свих присутних верника.
Касније су их школовани музичари почели обрађивати, попут блиских сарадника св. Филипа Нерија, и то композитори Палестрина и Анимуцио, те је тако музички део Неријевих духовних вежби попримио облике духовног концерта. Тако се пред вернике путем музике почела износити и одређена драмска радња и то најчешће какав догађај из Библије. Будући да није било сценске радње, требало је слушаоцима испричати делове између наступа појединих ликова, а то је чинио посебан солиста називан тесто. Хор је наступао у улогама народа и у медитативним деловима. Све ово наведено био је заправо прелаз из једноставне песме – лауде према ораторијуму. Треба нагласити да је овај облик ораторијума настајао одмах на народном језику, тј. на италијанском, те се назива итал. oratorio volgare.
Други облик ораторијума, тзв. ораторио латино сличан је по структури претходном, али не и по постанку. Овај облик ораторијума развио се директно из пасије и полифоних мотета. Такође латински ораторијум је имао искључиво латински текст и то у прози, изводио се углавном у црквама и то често као слободни део литургије.
За први прави (развијени) ораторијум сматра се ораторијум композитора Цавалиериа под називом Раппресентазионе ди Анима е ди Цорпо – „Раздвајање душе и тела“ из 1600. године изведен у Риму. Најзначајнији композитори тог првог периода су Скарлати, Карисими, Витори и др. У  веку ораторијум прелази границе Италије и развија се у Француској (M. A. Charpentier), те у Немачкој и Аустрији где су га с одушевљењем прихватили католички кругови за разлику од протестантских којима су биле милије пасије и кантате. У XVIII настају и данас најпознатији ораторијум попут Месије, Јуде Макабејца, Израела у Египту Хендла и др. Свакако да је хор бр. 42 из Хенделовог ораторијума Месија, чувена „Алелуја“ постао један од најпрепознатљивијих ораторијумских, али и уопште духовних хорова у светској музичкој литератури.

## Познати ораторијуми
- Антонио Вивалди, Тријумф Јудите RV 644 (1716)
- Јохан Себастијан Бах, Божићни ораторијум (1734)
- Георг Фридрих Хендл, Израел у Египту (1739)
- Георг Фридрих Хендл, Месија (1741).
- Георг Фридрих Хендл, Самсон (1743)
- Георг Фридрих Хендл, Јуда Макабејац (1747)
- Јозеф Хајдн, Стварање света (1798)
- Јозеф Хајдн, Годишња доба (1801)
- Феликс Менделсон, Свати Павле (1836)
- Хектор Берлиоз, Христово детињство (1854)
- Игор Стравински опера-ораторијум Краљ Едип (1927)
- Френк Запа, Апсолутно слободан (1967)
- Вангеис Папатанасиу, Митодеја (2001)
- Стеван Христић, Васкрсење (1912) - први ораторијум у српској музици
- Никола Херцигоња, Горски вијенац (1957)
- Рајко Максимовић, Буна против дахија
- Слободан Атанацковић, Dies gloriae, Акатист